# Mimi Mefo Takambou
Mimi Mefo Takambou, née le 16 mai 1989 à Baleng, est une journaliste camerounaise.
Journaliste vedette anglophone à Équinoxe Télévision, elle s'exile en Angleterre à la suite d'un tweet sur la mort de Charles Wesco, et d'une incarcération qui s'ensuit.

## Biographie

### Naissance et études
Fille de Takambou et de Ayaba Manyi Glory, Mimi Mefo Takambou naît le 16 mai 1989 à Baleng près de Bafoussam dans la région de l'Ouest du Cameroun. 
Elle fait des études de journalisme à l'université de Buéa, où elle obtient une licence en journalisme en 2011 après l'obtention du A-level.

### Carrière
Elle fait ses débuts à HI Tv, télévision locale à Buéa dans la région du Sud-Ouest. Par la suite, elle est reporter puis présentatrice pour la chaîne Équinoxe Télévision. Elle est rédactrice en chef adjointe à la même chaîne de télévision, responsable du desk anglophone de la chaîne. Elle fait partie d'importantes figures journalistiques de l'espace public médiatique au Cameroun et principalement dans la ville de Douala où elle exerce.

### Affaire du tweet et incarcération
Accusée d'avoir publié un tweet accusant l'armée camerounaise d'être à l'origine de la mort de Charles Wesco, un missionnaire américain tué dans la région du Nord-Ouest sur fond de crise anglophone, elle est incarcérée à la prison centrale de New Bell le 7 novembre 2018. Le motif d'accusation est la propagation de fausses nouvelles et outrages aux corps constitués et aux fonctionnaires,.
Après des réactions de désapprobations des journaux nationaux et internationaux, de politiques et autres personnalités, elle est libérée le 10 novembre 2018 en exécution de l'ordre de mise en liberté du commissaire du gouvernement du tribunal militaire de Douala,. Après sa sortie de prison, elle quitte le Cameroun pour l'Allemagne et est recrutée à la Deutsche Welle. 

## Distinctions
2019 : Prix de l’Index on Censorship Freedom of Expression Journalism Award (prix de la liberté d'expression) ,